# Phillips-Höhle
Die Phillips-Höhle (englisch Phillips Cave) ist eine Höhle auf der Ameib-Farm im Erongogebirge im Nordwesten Namibias. Aufgrund der zahlreichen Höhlenmalereien in ihrem Inneren steht sie unter Denkmalschutz. Die Höhle wurde nach dem ehemaligen Besitzer der Ameib-Farm, Emil Phillip, benannt. Sie liegt etwa 15 Meter tief, 35 Meter breit und sieben Meter hoch.
Die bekannteste Abbildung zeigt einen weißen Elefanten. Im Zentrum der Abbildung wird auch eine rote Antilope dargestellt, die nach Meinung der Forscher jedoch erst später eingefügt wurde. Der Zeitpunkt ist aber bis heute umstritten. Der französische Forscher Henri Breuil beschrieb die Zeichnungen im zweiten Band seiner sechsbändigen Abhandlung über Felsmalereien im südlichen Afrika. Breuil veröffentlicht erstmals im Jahre 1957 ein Radiocarbondatum (Kohlenstoff-14-Methode) zum Alter der vorgeschichtlichen Funde aus der Phillips Cave und belegt die Entstehung auf 3368 v. Chr. ± 200 Jahre.
Der Weg von der Farm zur Phillips Cave ist markiert und man benötigt rund 60 Minuten. Vom ausgeschilderten Parkplatz läuft man 30 Minuten. Das letzte Stück zur Höhle erfordert etwas Trittsicherheit.

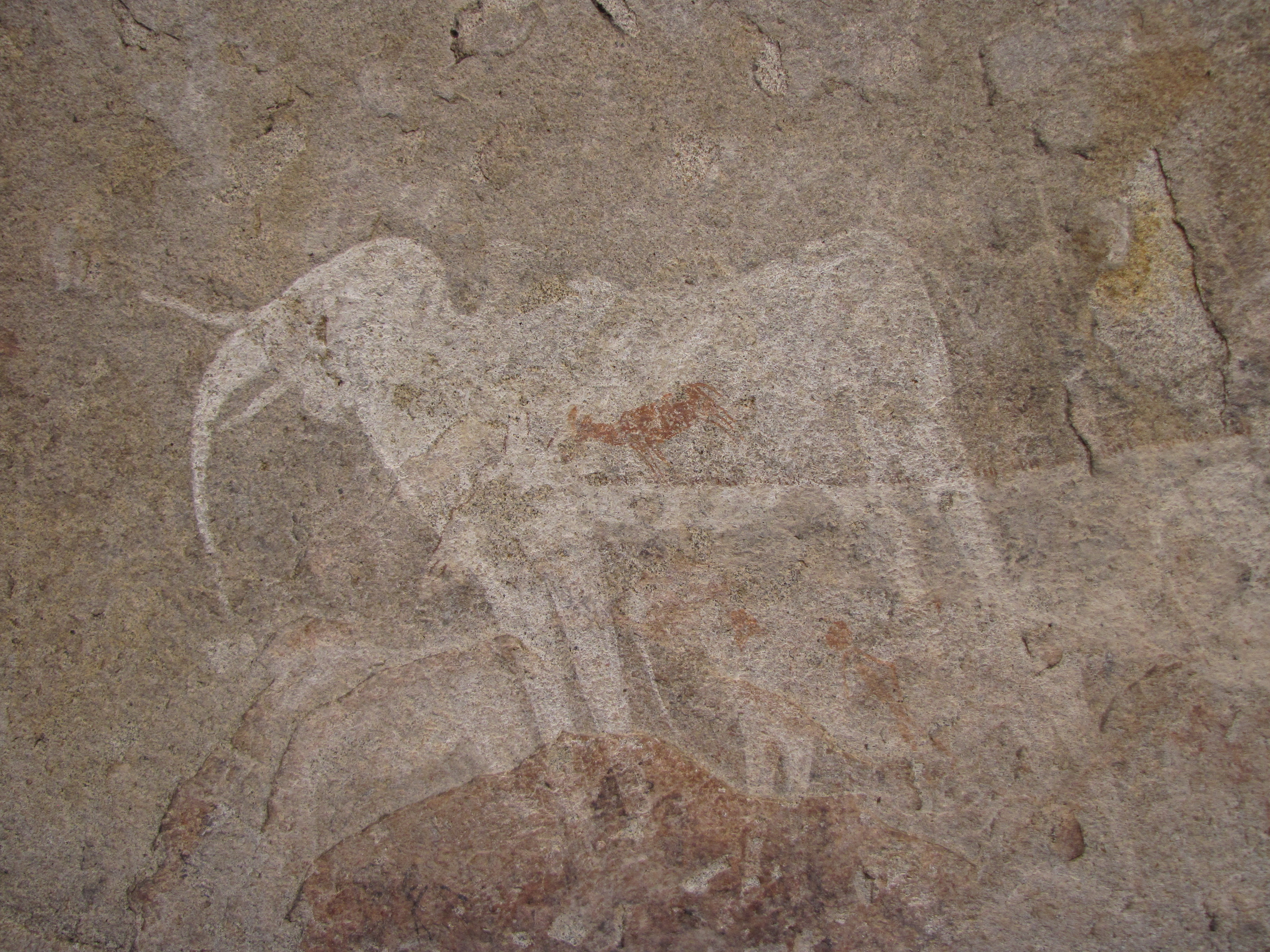
Elefant in der Phillips-Höhle
Hinweistafel von der Ameib-Farm
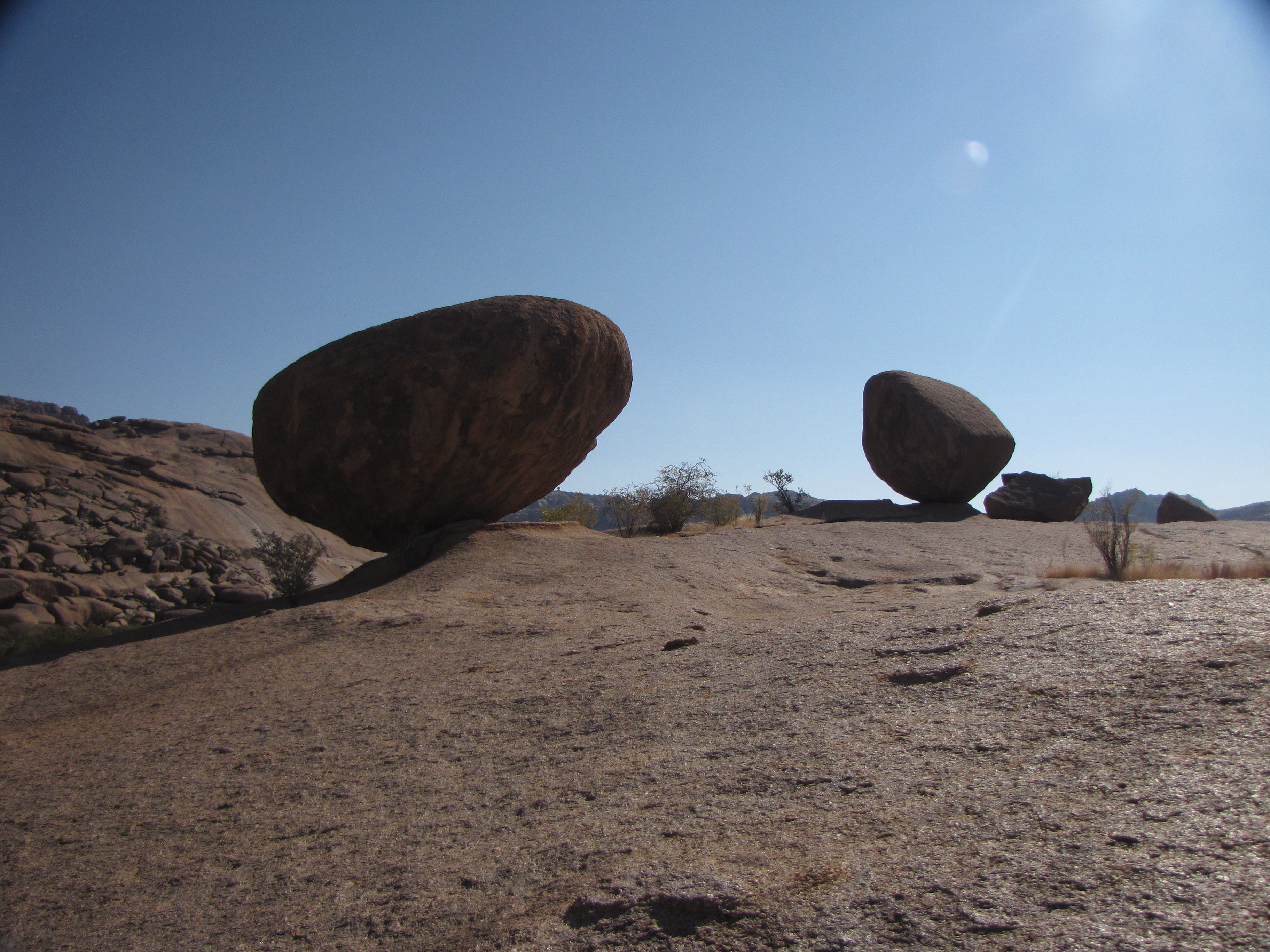
Bull’s Party

## Sehenswertes
In unmittelbarer Nähe zur Höhle befinden sich ebenfalls auf dem Gelände der Ameib Farm riesige runde Granitkugeln, die sogenannte Bull’s Party. Diese Felsformationen entstanden durch die Verwitterung von Granitblöcken, die entlang von Klüften nach innen fortschreitet und zur Entstehung von kantengerundeten Blöcken (der Wollsackverwitterung) führte.

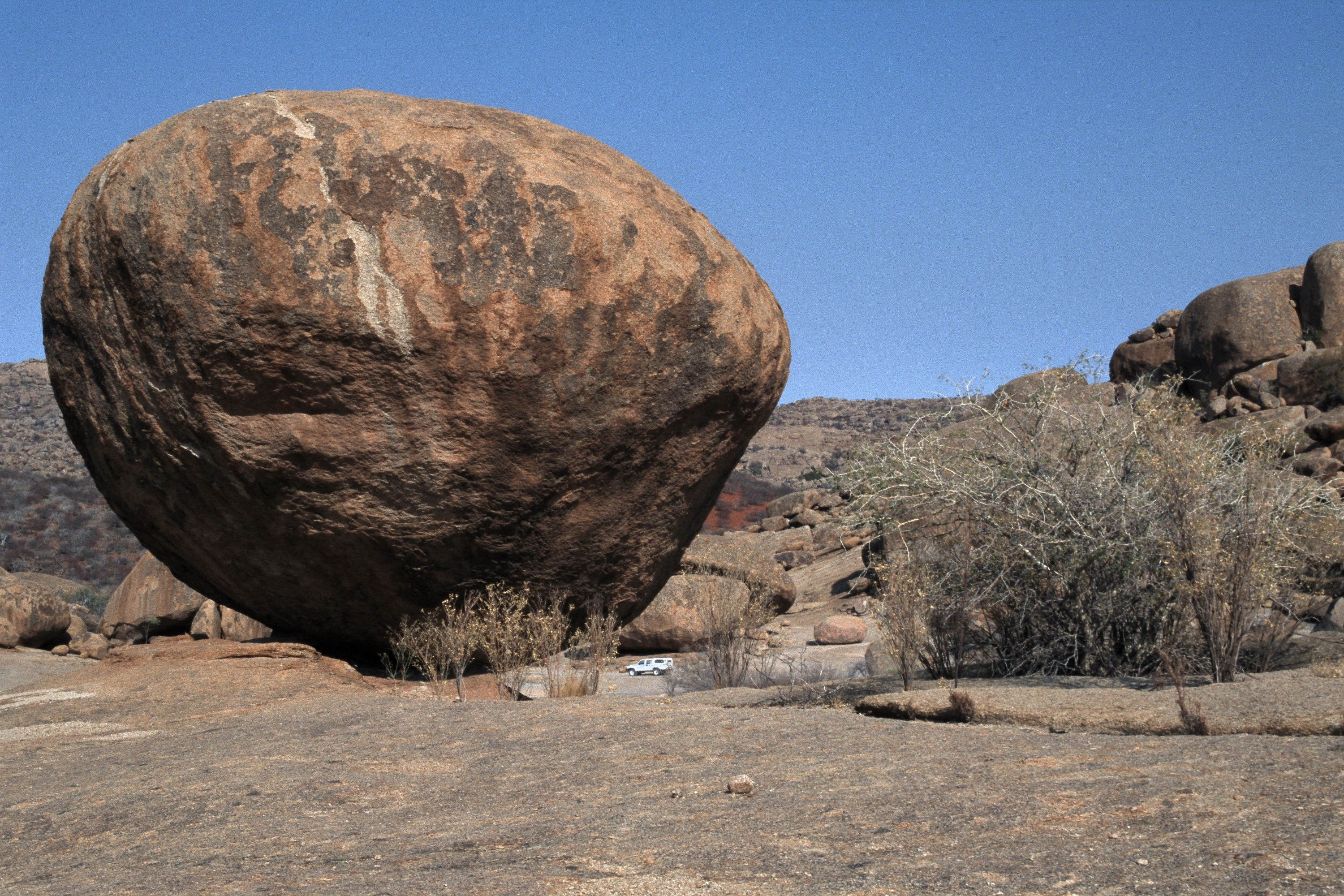
Bull’s Party